# Sarakina-Schlucht

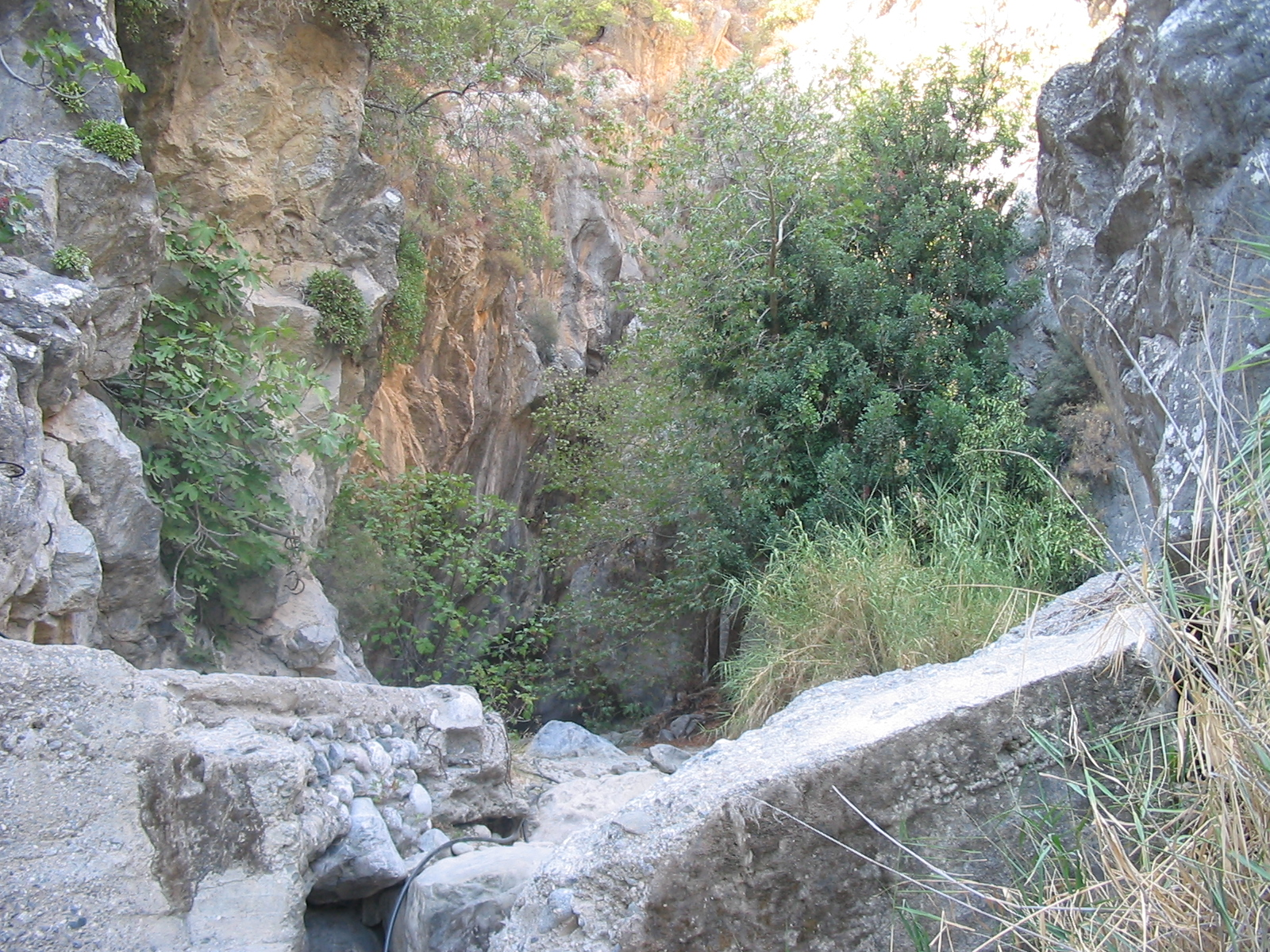
Sarakina-Schlucht

Die Sarakina-Schlucht (griechisch Φαράγγι Σαρακίνας Farángi Sarakínas, auch Myrtos-Schlucht, nach dem nahe gelegenen Küstendorf Myrtos benannt) ist eine Schlucht im südöstlichen Teil der griechischen Insel Kreta. Sie liegt etwa 15 km westlich von Ierapetra und wenige Kilometer nördlich von Myrtos, in der Nähe des kleinen Dorfes Mythi.

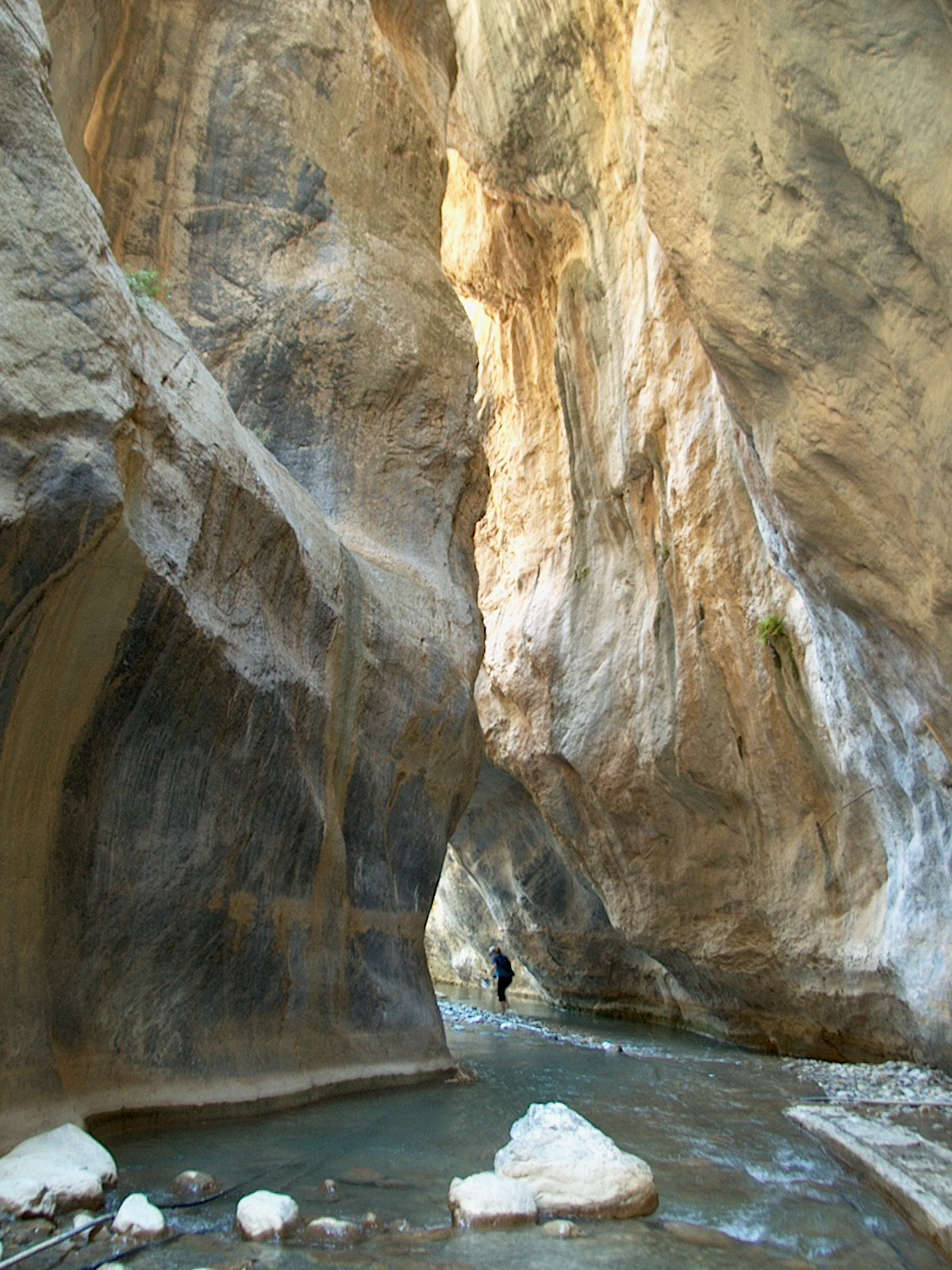
In der Sarakina-Schlucht

## Daten
Die Schlucht ist etwa 1,5 km lang und zwischen drei und zehn Metern breit, nur an wenigen Stellen erreicht sie mehr. Die Höhe der Felswände erreicht etwa 150 m. Der Fluss Kriopotamos fließt durch die Schlucht, die im Laufe des Jahres aufgrund der feuchten Winter und trockenen Sommer einen unterschiedlichen Pegelstand hat.

## Zugang und Durchquerung
Die Schlucht kann sowohl vom unteren als auch vom oberen Ende aus erreicht werden. Das untere Ende ist etwas leichter zu finden, während der Durchgang der Schlucht vom oberen Ende aus leichter zu bewältigen ist – der Eingang ist in beiden Fällen schwer zu finden, da er nicht touristisch zugänglich ist.
Der Schwierigkeitsgrad der Durchquerung ist mittel, obwohl eine Durchquerung nur etwa 1½ Stunden dauert, da man an einigen Stellen im Flussbett laufen muss und einige Felsen überquert werden müssen. Eine Kletterausrüstung ist nicht erforderlich.

## Weiterführende Links
- Private Website des Niederländer Hans Huisman über Kreta mit Fotos (englisch)
- Reisebericht
- Fotos von der Schlucht (englisch)

Koordinaten: 35° 3′ 9″ N, 25° 34′ 18″ O